# Pływanie na Letnich Igrzyskach Olimpijskich 1952 – 4 × 200 m stylem dowolnym mężczyzn
Sztafeta 4 × 200 m stylem dowolnym mężczyzn – jedna z konkurencji pływackich rozgrywanych podczas XV Igrzysk Olimpijskich w Helsinkach. Eliminacje odbyły się 28 lipca, a finał 29 lipca 1952 roku.
Tytuł mistrzów olimpijskich obronili reprezentanci Stanów Zjednoczonych. Sztafeta amerykańska w składzie: Wayne Moore, William Woolsey, Ford Konno, Jimmy McLane poprawiła rekord olimpijski ustanowiony przez Japończyków dzień wcześniej, uzyskawszy czas 8:31,1. Srebrny medal wywalczyła reprezentacja Japonii (8:33,5), która została wyprzedzona na ostatniej zmianie. Brąz zdobyli Francuzi (8:45,9).

## Rekordy
Przed zawodami rekord świata i rekord olimpijski wyglądały następująco:
| Rekord            | Reprezentacja                                                            | Czas   | Miejsce   | Data            |
| ----------------- | ------------------------------------------------------------------------ | ------ | --------- | --------------- |
| Rekord świata     | Stany Zjednoczone · Wayne Moore · Jimmy McLane · Don Sheff · Dick Thoman | 8:29,4 | New Haven | 16 lutego 1952  |
| Rekord olimpijski | Stany Zjednoczone · Walter Ris · Jimmy McLane · Wally Wolf · Bill Smith  | 8:46,0 | Londyn    | 3 sierpnia 1948 |

W trakcie zawodów ustanowiono następujące rekordy:
| Data     | Etap konkurencji | Reprezentacja | Czas   | Rekord |
| -------- | ---------------- | --- | ------ | ------ |
| 28 lipca | eliminacje       | Japonia · Yoshihiro Hamaguchi (2:10,1) · Hiroshi Suzuki (2:08,5) · Tōru Gotō (2:14,0) · Teijirō Tanikawa (2:09,5) | 8:42,1 | OR     |
| 29 lipca | finał            | Stany Zjednoczone · Wayne Moore (2:08,7) · William Woolsey (2:09,3) · Ford Konno (2:06,9) · Jimmy McLane (2:06,2) | 8:31,1 | OR     |

## Wyniki

### Eliminacje

#### Wyścig eliminacyjny 1
| Miejsce | Państwo         | Zawodnik                                                                                           | Czas   | Uwagi |
| ------- | --------------- | -------------------------------------------------------------------------------------------------- | ------ | ----- |
| 1.      | Francja         | Jo Bernardo (2:17,1) Aldo Eminente (2:19,4) Alex Jany (2:11,6) Jean Boiteux (2:07,8)               | 8:55,9 | Q     |
| 2.      | Wielka Brytania | Roy Botham (2:20,8) Ronald Burns (2:14,2) Thomas Welsh (2:15,2) Jack Wardrop (2:09,5)              | 8:59,7 | Q     |
| 3.      | Australia       | Rex Aubrey (2:15,6) Frank O’Neill (2:14,1) Garrick Agnew (2:18,0) John Marshall (2:13,7)           | 9:01,4 |       |
| 4.      | ZSRR            | Wiktor Drobinskij (2:14,2) Wasilij Karmanow (2:18,3) Leonid Meszkow (2:15,3) Lew Bałandin (2:14,1) | 9:01,9 |       |
| 5.      | Włochy          | Carlo Pedersoli (2:17,5) Egidio Massaria (2:21,3) Angelo Romani (2:21,6) Giovanni Paliaga (2:17,5) | 9:17,9 |       |
| 6.      | Finlandia       | Pentti Ikonen (2:16,2) Pentti Paatsalo (2:22,2) Mauno Valkeinen (2:23,0) Leo Telivuo (2:25,2)      | 9:26,6 |       |

#### Wyścig eliminacyjny 2
| Miejsce | Państwo           | Zawodnik                                                                                                | Czas   | Uwagi |
| ------- | ----------------- | --- | ------ | ----- |
| 1.      | Stany Zjednoczone | Wally Wolf (2:11,4) Don Sheff (2:12,9) Frank Dooley (2:14,7) Burwell Jones (2:11,9)                     | 8:50,9 | Q     |
| 2.      | Węgry             | György Csordás (2:13,2) László Gyöngyösi (2:14,1) Gusztáv Kettesi (2:15,0) Imre Nyéki (2:12,3)          | 8:54,6 | Q     |
| 3.      | Południowa Afryka | Graham Johnston (2:15,3) Dennis Ford (2:14,0) John Durr (2:17,7) Peter Duncan (2:11,7)                  | 8:58,7 | Q     |
| 4.      | Brazylia          | Haroldo Lara (2:15,6) Sylvio dos Santos (2:19,0) Aram Boghossian (2:26,6) João Gonçalves Filho (2:17,8) | 9:09,0 |       |
| 5.      | Belgia            | Kamiel Reynders (2:22,3) Joseph Anthoon (2:25,5) Marcel Anthoon (2:28,6) Alfons Bierebeek (2:29,1)      | 9:45,5 |       |

#### Wyścig eliminacyjny 3
| Miejsce | Państwo   | Zawodnik                                                                                                | Czas   | Uwagi |
| ------- | --------- | --- | ------ | ----- |
| 1.      | Japonia   | Yoshihiro Hamaguchi (2:10,1) Hiroshi Suzuki (2:08,5) Tōru Gotō (2:14,0) Teijirō Tanikawa (2:09,5)       | 8:42,1 | Q,    |
| 2.      | Szwecja   | Rolf Olander (2:17,7) Göran Larsson (2:12,1) Olle Johansson (2:13,5) Per-Olof Östrand (2:09,0)          | 8:52,3 | Q     |
| 3.      | Argentyna | Federico Zwanck (2:18,0) Marcelo Trabucco (2:14,0) Pedro Galvão (2:12,9) Alfredo Yantorno (2:14,4)      | 8:59,3 | Q     |
| 4.      | Kanada    | Gerry McNamee (2:16,6) Lucien Beaumont (2:20,5) Leo Portelance (2:17,9) Allen Gilchrist (2:15,9)        | 9:10,9 |       |
| 5.      | Polska    | Gotfryd Gremlowski (2:22,9) Antoni Tołkaczewski (2:19,7) Józef Lewicki (2:14,2) Jerzy Boniecki (2:16,9) | 9:13,7 |       |
| 6.      | Meksyk    | Alberto Isaac (2:20,3) Efrén Fierro (2:21,0) César Borja (2:18,3) Tonatiuh Gutiérrez (2:17,1)           | 9:15,7 |       |

### Finał
| Miejsce | Państwo           | Zawodnik                                                                                           | Czas   | Uwagi |
| ------- | ----------------- | -------------------------------------------------------------------------------------------------- | ------ | ----- |
| 1. !    | Stany Zjednoczone | Wayne Moore (2:08,7) William Woolsey (2:09,3) Ford Konno (2:06,9) Jimmy McLane (2:06,2)            | 8:31,1 | OR    |
| 2. !    | Japonia           | Hiroshi Suzuki (2:07,0) Yoshihiro Hamaguchi (2:08,1) Tōru Gotō (2:09,1) Teijirō Tanikawa (2:09,3)  | 8:33,5 |       |
| 3. !    | Francja           | Jo Bernardo (2:14,0) Aldo Eminente (2:14,3) Alex Jany (2:11,2) Jean Boiteux (2:06,4)               | 8:45,9 |       |
| 4.      | Szwecja           | Lars Svantesson (2:15,8) Göran Larsson (2:10,4) Per-Olof Östrand (2:09,4) Olle Johansson (2:11,2)  | 8:46,8 |       |
| 5.      | Węgry             | László Gyöngyösi (2:15,8) György Csordás (2:12,9) Géza Kádas (2:12,3) Imre Nyéki (2:11,6)          | 8:52,6 |       |
| 6.      | Wielka Brytania   | Roy Botham (2:15,9) Ronald Burns (2:13,4) Thomas Welsh (2:13,9) Jack Wardrop (2:09,7)              | 8:52,9 |       |
| 7.      | Południowa Afryka | Graham Johnston (2:14,7) Dennis Ford (2:14,7) John Durr (2:15,6) Peter Duncan (2:10,1)             | 8:55,1 |       |
| 8.      | Argentyna         | Federico Zwanck (2:14,6) Marcelo Trabucco (2:14,6) Pedro Galvão (2:13,9) Alfredo Yantorno (2:13,8) | 8:56,9 |       |